# 1923 en Bretagne
 Chronologie de la Bretagne
- 1919
- 1920
- 1921
- 1922
- 1923
- 1924
- 1925
- 1926
- 1927

Cette page recense des événements qui se sont produits durant l'année 1923 en Bretagne.

## Société

### Faits sociétaux
- 25 mai : Affaire Seznec

### Naissance
- 5 avril : Léon Fleuriot, historien et linguiste[1].
- 20 mai à Brest : Philippe Ausseur,  décédé le 23 décembre 2017 à l'âge de quatre-vingt quatorze ans, officier de marine français.
- 3 juillet : Charles Hernu, homme politique[1].
- 10 août : Jean Graton, père de Michel Vaillant, héros de la bande dessinée du même nom[2].
- 14 octobre : Georges Bréhat, comédien[2].

## Économie
- 26 février : Décret interdisant l'élevage de l’huître creuse au nord de la Vilaine[1].
- 30 septembre : Octroi de la concession des mines de fer de Limèle et de Sion[2].

## Culture
- Juillet : Première Fête des Reines de Cornouaille organisée à Quimper par Louis Le Bouhis[1].
- Création par Morvan Marchal du drapeau breton Gwenn ha du[2].

### Littérature
- La Brière d'Alphonse de Bredennec de Châteaubriant reçoit le grand prix du roman de l'Académie française[2].

### Arts
- Création du mouvement Ar Seiz Breur (Les « Sept frères »)[2].